# استيبان سايز
استيبان سايز (بالإسبانية: Esteban Sáez)‏ هو لاعب كرة قدم تشيلي في مركز حراسة المرمى، ولد في 6 يناير 1989 في سانتياغو في تشيلي. شارك مع منتخب تشيلي تحت 20 سنة لكرة القدم ومنتخب تشيلي لكرة القدم. أما مع النوادي، فقد لعب مع نادي بالستينو.

## وصلات خارجية
- استيبان سايز على موقع قاعدة بيانات كرة القدم.إي يو (الإنجليزية)
- استيبان سايز على موقع Soccerway.com (الإنجليزية)
- استيبان سايز على موقع AS.com (الإسبانية)